# 福宜
福宜（康熙59年（1720年）5月25日 - 康熙60年（1721年）1月13日）は清の雍正帝の息子（実際には第七子だが、早世したため子の序列には数えられなかった）。生母は側福晋年氏(後の敦粛皇貴妃)。わずか8か月しか生きることができず、諡号はなかった。